# Повеляно
Повеля̀но (на италиански: Povegliano; на венециански: Pojàn, Поян) е градче и община в Северна Италия, провинция Тревизо, регион Венето. Разположено е на 56 m надморска височина. Населението на общината е 5228 души (към 2010 г.).